# Conundrum Press
Conundrum Press est une maison d'édition canadienne de bande dessinée, fondée en 1995 par Andy Brown et basée à Greenwich, en Nouvelle-Écosse.